# Вольф-Израэль, Евгений Владимирович
Евгений Владимирович Вольф-Израэль (26 июля [7 августа] 1872, Санкт-Петербург — 26 сентября 1956 года, Ленинград) — русский и советский виолончелист. Заслуженный артист Республики (1919). Заслуженный деятель искусств РСФСР (1935).
Отец поэта Сергея Вольфа.

## Биография
Окончил Санкт-Петербургскую консерваторию (1892), ученик Александра Вержбиловича. В 1894—1951 гг. играл в оркестре Мариинского театра. Как ансамблевый исполнитель выступал, в частности, вместе с Александром Зилоти.
С 1921 г. преподавал в Ленинградской консерватории (до 1950 г. вёл класс виолончели, затем класс квартета), с 1926 г. профессор. Среди учеников, в частности, Григорий Пеккер и Борис Струве.
Похоронен на Богословском кладбище Санкт-Петербурга.

## Награды и премии
- Заслуженный деятель искусств РСФСР (1935).
- Орден Трудового Красного Знамени (1939).